# Akshobhya

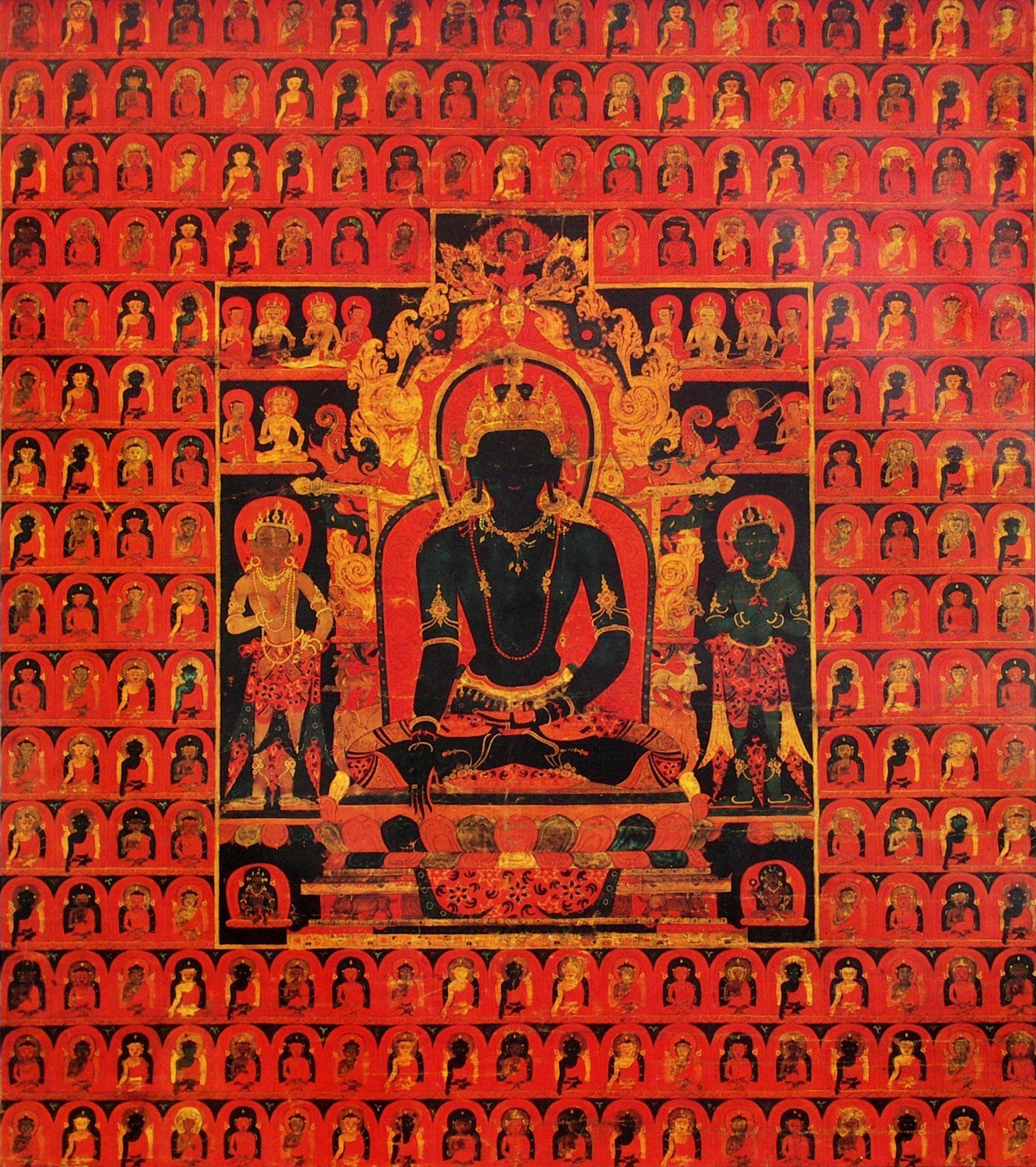
Representação tibetana dos Cinco Budas, do século XIII

Akshobya (em sânscrito:  अक्षोभ्य, transl. akṣobhya, [akʂóbʱja], "imóvel" ou "imperturbável"; em chinês:  阿閦佛, transl. Āchù Fó; em japonês:  阿閦如来, transl. Ashuku Butsu) é, na tradição budista, um dos Cinco Budas da Meditação emanados do Adi-Buda.

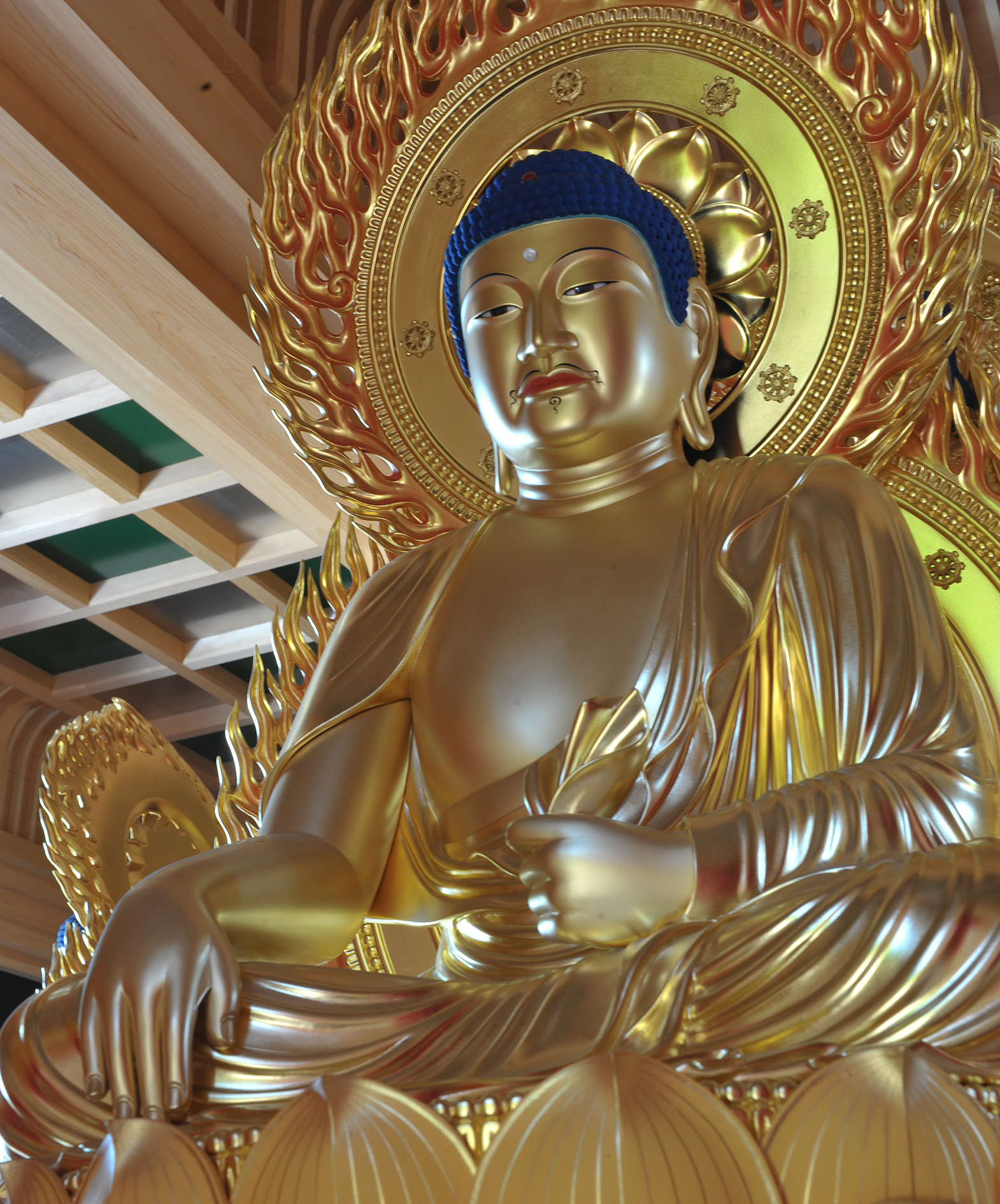
Renge-in Tanjō-ji

É o Buda da direção leste, de cor azul, líder da família Vajra. Sua consorte é Pandaravasini, embora também Locana possa ser indicada. Como Buda da direção leste, as práticas de Akshobya em geral são relacionadas ao nascimento.[carece de fontes?]